# Hôpital de Kinkomaa
L' hôpital de Kinkomaa (finnois : Kinkomaan sairaala) est un ancien hôpital construit dans le village de Kinkomaa à Muurame en Finlande.

## Histoire

### Origine
Dans les années 1920, la Finlande centrale s'avère être l'une des régions de Finlande les plus affectées par la tuberculose et autres maladies pulmonaires.
Muurame est sélectionnée pour accueillir le nouveau sanatorium central, les critères étant la proximité du Päijänne, la forêt de pins qui fournirait de l'air frais et de l'ozone que l'on considérait comme favorisant la guérison des maladies pulmonaires.
On sollicite Alvar Aalto, Wäinö Gustaf Palmqvist ainsi que Jussi et Toivo Paatela, dont la proposition sera retenue.
Jussi Paatela et Toivo Paatela conçoivent le bâtiment principal dont la construction se terminera en 1930. 
En 1938-1939, Jussi Paatela ajoute deux étages au bâtiment.

### Utilisations successives
Les utilisations successives du lieu sont les suivantes :
- 1930-1971 : sanatorium ;
- 1939-1944 : hôpital de guerre ;
- 1971-2008 : hôpital général ;
- 2008-.... : Vitapolis.

## Utilisation actuelle
En 2008, la zone de l'ancien hôpital est vendue et est renommée Vitapolis
Les copropriétaires sont: Jykes Kiinteistöt Oy (40 %), district de santé de Finlande-Centrale (40 %) et la commune de Muurame (20 %). 
Le bâtiment principale est protégé par la Direction des musées de Finlande, et la zone de l'hôpital de Kinkomaa est classé Site culturel construit d'intérêt national.  
Les activités existantes comprennent des services de rééducation fonctionnelles, des services de soins, la recherche et le développement, et des laboratoires médicaux avec une capacité de 150 patients résidents.
Le bâtiment principal a un service d'accueil à la clientèle, une crèche et un restaurant.

## Galerie

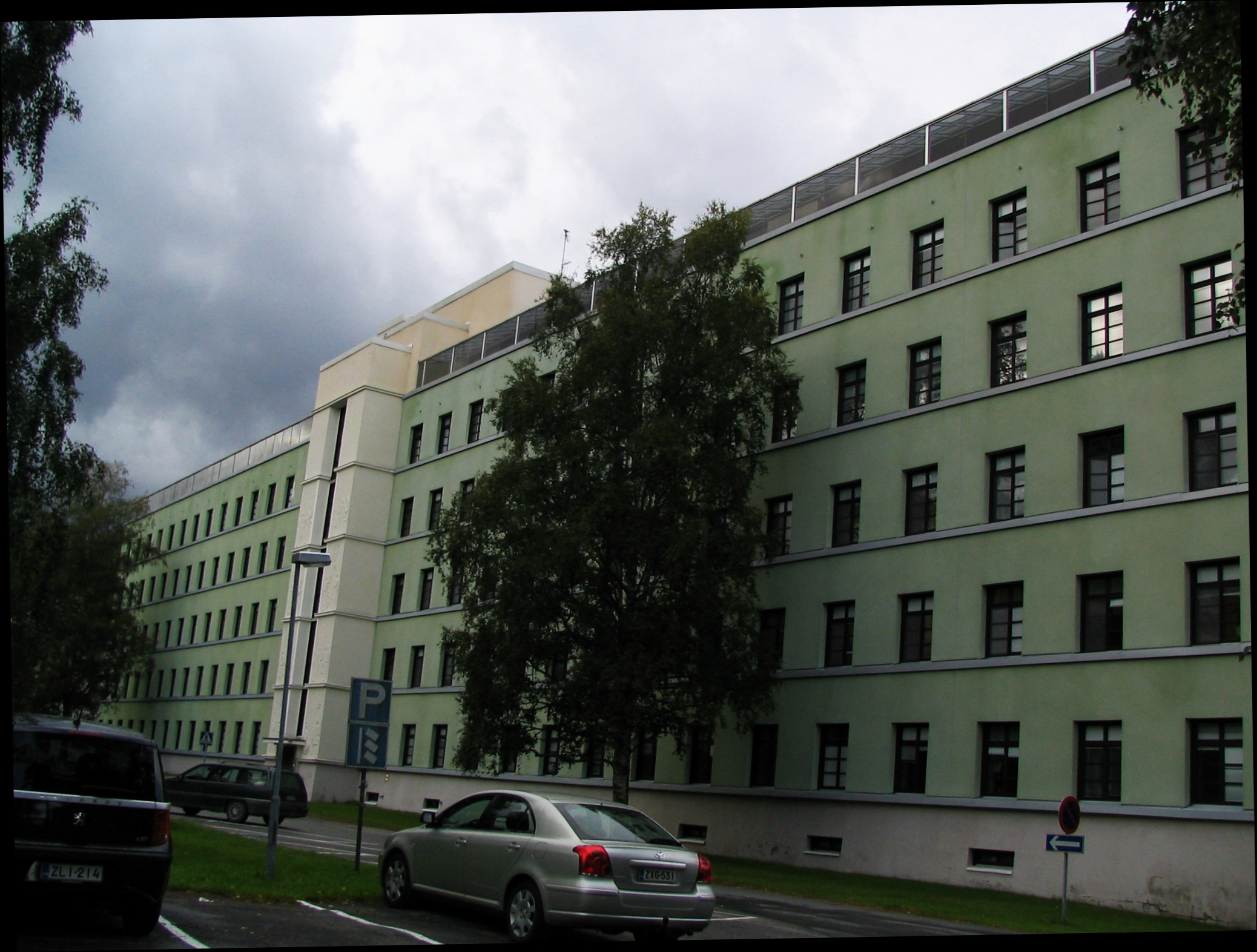
Bâtiment principal
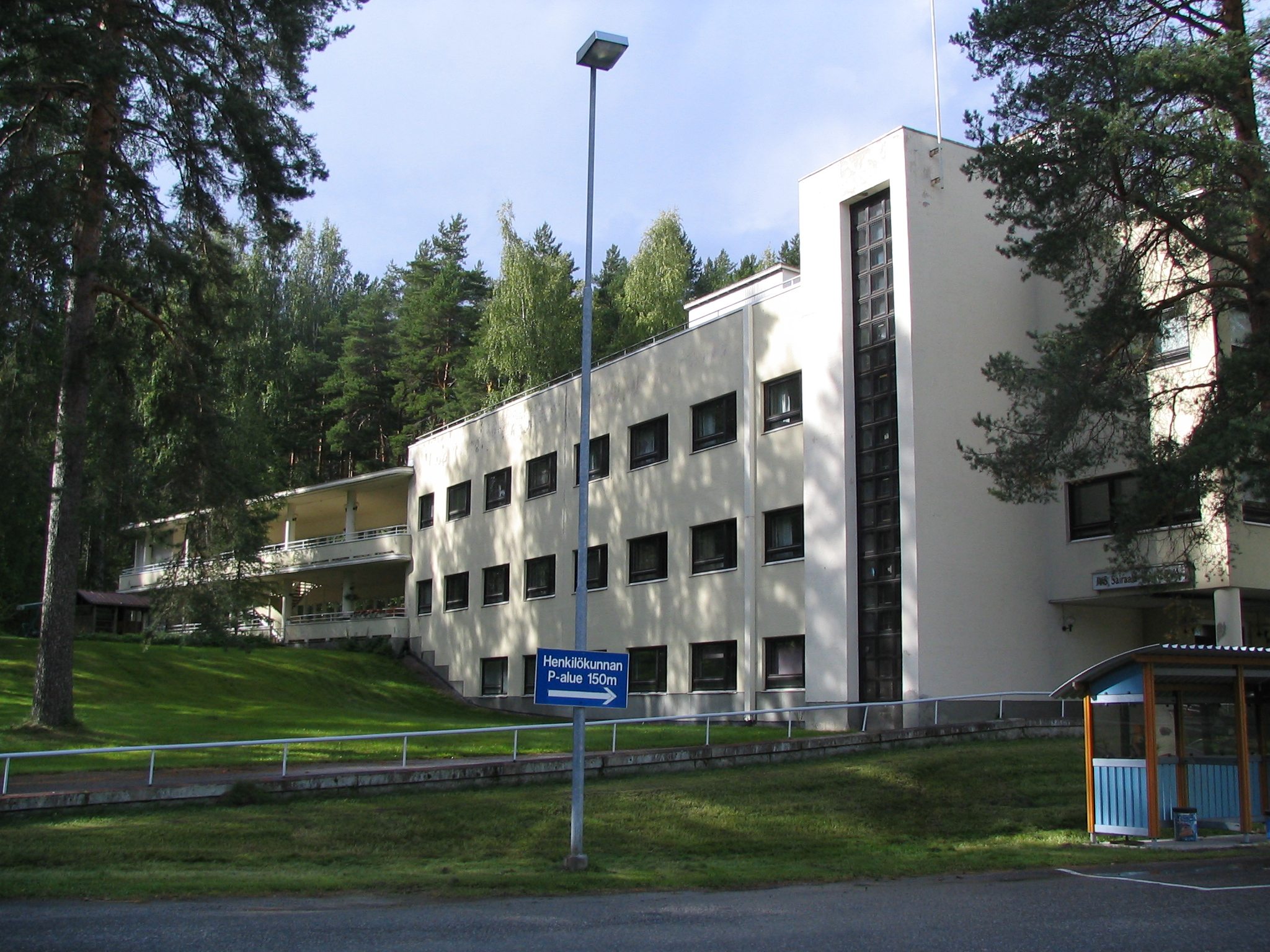
Aile de l'hôpital
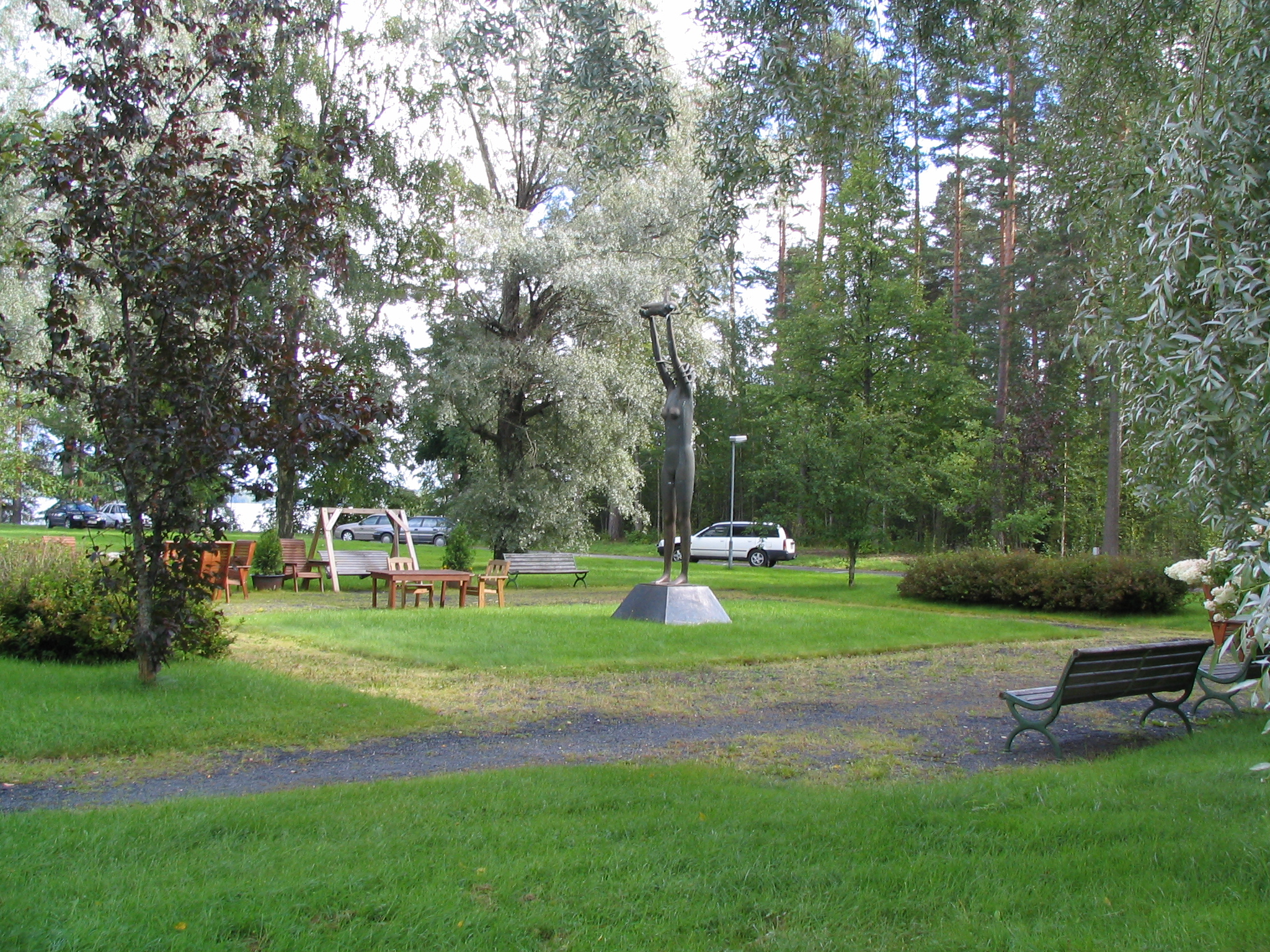
Parc de l'hôpital
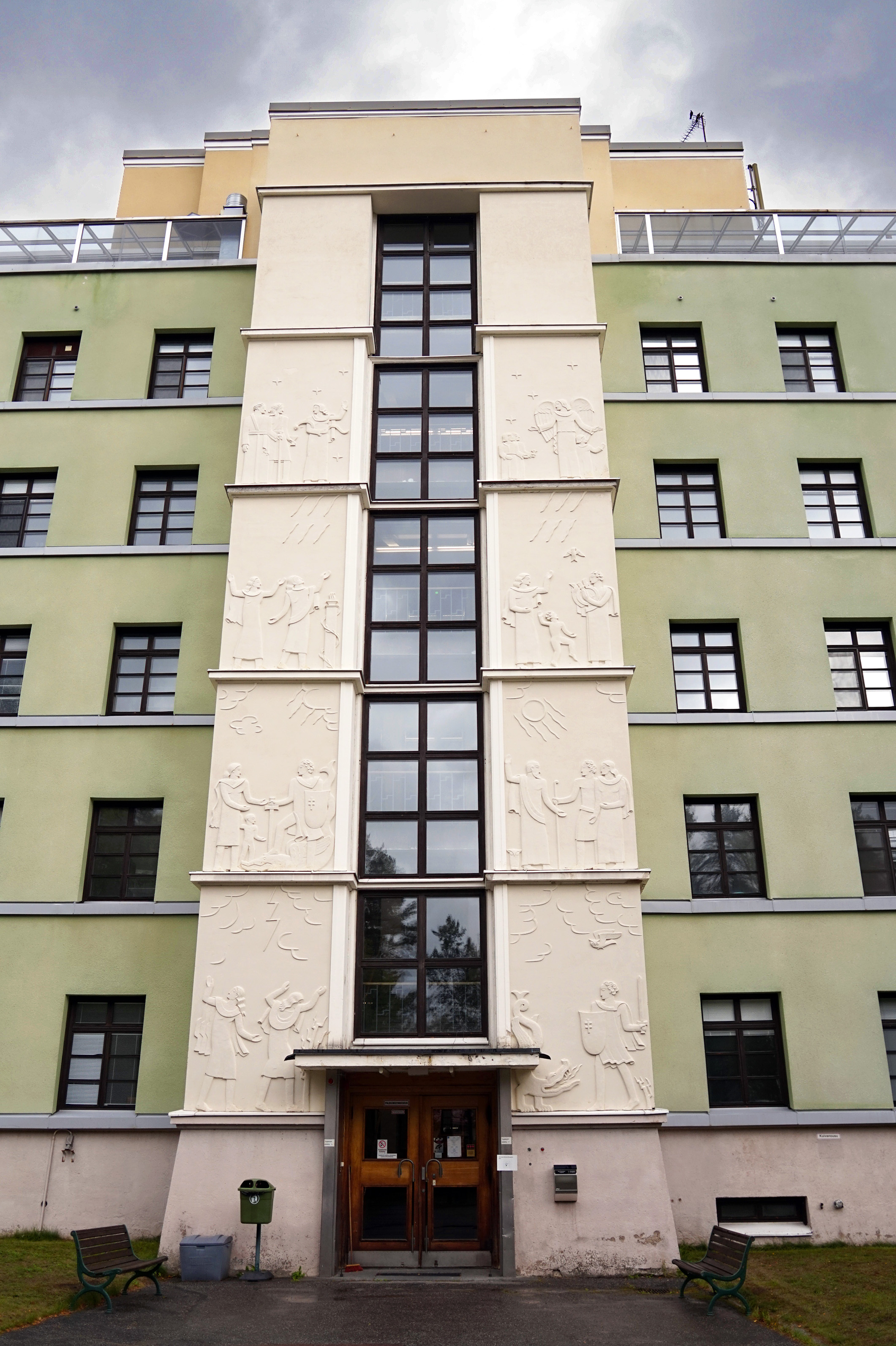
Bâtiment principal et ses reliefs de Gunnar Finne